# Troisgots
Troisgots  là một xã thuộc tỉnh Manche trong vùng Normandie tây bắc nước Pháp. Xã này nằm ở khu vực có độ cao từ 25-133 mét trên mực nước biển.